# Reza Ghoochannejhad
Reza Ghoochannejhad Nournia (em persa: رضا قوچان‌نژاد نورنیا; Mexed, 20 de setembro de 1987) é um futebolista iraniano. Joga como atacante, e atua pelo Sydney FC emprestado pelo APOEL.

## Carreira na seleção
Reza é o grande destaque da seleção nacional, atuando as três partidas da Copa do Mundo FIFA de 2014, disputada no Brasil, e marcando o único gol da equipe na competição contra a Bósnia e Herzegovina. Além disso também teve boa atuação na derrota para a Argentina por 1x0, tendo sido o único jogador do Irã a incomodar o goleiro Sergio Romero. Representou a Seleção Iraniana de Futebol na Copa da Ásia de 2015.
Com idade mais avançada e devido a renovação de boa parte do elenco de sua seleção para a disputa da Copa do Mundo FIFA de 2018, Reza não foi deixado de lado, mas foi pouco utilizado.

## Carreira nos clubes

### Heerenveen
Ghoochannejhad passou doze anos na base da Eredivisie , Heerenveen , subindo nas fileiras dos clubes de Leeuwarden , LAC Frisia 1883 e Cambuur , antes de fazer sua estréia no Heerenveen contra o AZ Alkmaar em 2006.
No verão de 2009, Ghoochannejhad dobrou seu contrato com Heerenveen devido a seu foco em seus estudos acadêmicos na Universidade Livre de Amsterdã, estudando jurisprudência e ciência política. Depois de conhecer Marc Overmars, ele convenceu Ghoochannejhad a assinar pelo Go Ahead Eagles.

### Cambuur
Em seu primeiro jogo pelo Cambuur, em 22 de janeiro de 2010 contra o BV Veendam, ele marcou seu primeiro gol após nove segundos para seu novo time, empatando o recorde de Johan Cruyff para o gol mais rápido da Holanda.  Durante seu tempo em Cambuur, ele também jogou como um ala. Em 14 de fevereiro de 2011, Ghoochannejhad marcou um hat trick contra o FC Emmen.

### Sint-Truiden
Em junho de 2011, Ghoochannejhad se transferiu para o Sint-Truiden, marcando seu primeiro gol na Liga Pro da Bélgica contra o Club Brugge.

### Standard Liège
Em 31 de agosto de 2012, o Sint-Truiden chegou a um acordo com o Standard Liège. Ghoochannejhad se juntou ao Standard Liège em janeiro de 2013, depois de assinar um contrato de três anos e meio, ao marcar 10 gols em 12 jogos na meia temporada que permaneceu com o Sint-Truiden. Na temporada seguinte, ele representou o Liège na Liga Europa 2013-2014.

### Charlton Athletic
Em 30 de janeiro de 2014, Ghoochannejhad se juntou ao Charlton Athletic na EFL Championship em um contrato de dois anos e meio, tornando-se o segundo iraniano após Karim Bagheri a jogar pelos Addicks. Em 1 de fevereiro, ele fez sua primeira aparição para o Charlton em uma derrota por 2 a 1 para o Wigan Athletic, onde jogou os 90 minutos e acertou na trave com um chute a gol no primeiro tempo. Ele fez sua estréia na FA Cup em uma vitória por 2 a 1 na quinta rodada no Sheffield Wednesday em 24 de fevereiro. Ele marcou seu primeiro gol em 1 de abril em uma vitória por 1 a 0 no Leeds United.

#### Al-Kuwait (empréstimo)
Em 6 de agosto de 2014, Ghoochannejhad ingressou no Al-Kuwait em um acordo de empréstimo de uma temporada. Em 15 de agosto, ele fez sua estréia como substituto contra o Qadsia SC na Supercopa do Kuwait. Em 26 de agosto, ele marcou seu primeiro gol na Copa da AFC de 2014 contra o Persipura Jayapura. Ele marcou seu primeiro gol na liga pelo clube em 30 de agosto, empatando em 1 a 1 contra o Al Jahra. Em 12 de setembro, ele marcou 4 gols em uma vitória por 8 a 1 sobre o Al-Sahel. Ele então marcou um hat trick em 14 minutos em outro jogo para o Al-Kuwait. Ghoochannejhad marcou 11 gols em 10 partidas do campeonato com o clube.

#### Al-Wakrah (empréstimo)
Em fevereiro de 2015, Ghoochannejhad assinou um contrato de empréstimo de quatro meses com o clube Al-Wakrah, do Qatar Stars League. Ele marcou seu primeiro gol em 27 de fevereiro de 2015 contra Umm Salal. Al-Wakrah escapou do rebaixamento no último dia e o contrato de empréstimo de Ghoochannejhad expirou no final da temporada.

### Retorno ao Charlton
No verão de 2015, Ghoochannejhad anunciou que voltaria ao Charlton Athletic para a temporada 2015-2016. Ele marcou seu primeiro gol da temporada em uma vitória por 4 a 1 na Copa da Liga contra o Dagenham & Redbridge, da League Two. Ele marcou seu primeiro gol na temporada em 7 de novembro de 2015, em uma vitória por 3 a 1 contra o Sheffield Wednesday. Ele foi libertado pelo clube do sul de Londres na quinta-feira, 19 de maio de 2016, após o final da temporada 2015-2016. No total, Ghoochannejhad fez 42 aparições em todas as competições, marcando cinco gols. Ele deixou o clube depois de ser rebaixado.

### Retorno ao Heerenveen
Em 22 de junho de 2016, Ghoochannejhad retornou ao ex-clube Heerenveen com um contrato de dois anos. Em sua primeira partida amistosa com o clube, ele marcou dois gols e também conseguiu uma assistência. Ele marcou seu primeiro e segundo gols para Heerenveen 10 de setembro de 2016 em uma vitória por 3-1 contra o Twente. Ele marcou dois gols em janeiro de 2017 em uma partida contra o ADO Den Haag, foi sua segunda chave da temporada e levou Heerenveen para o quarto lugar no campeonato. Em 22 de janeiro de 2017, Ghoochannejhad marcou três vezes em 4-3 contra o PSV Eindhoven. No processo, ele se tornou o primeiro iraniano a marcar três vezes em um campeonato europeu de primeira divisão e se tornou o primeiro jogador a marcar um hat-trick contra o PSV desde de 1970. Terminou a primeira temporada na Eredivisie com 19 golos e tornou-se no terceiro melhor marcador e Heerenveen na época 2016-17 e foi na equipa Eredivisie 2016-17 do ano. Ghoochannejhad não continuou seu bom trabalho em sua segunda temporada no Heerenveen e terminou a temporada com 7 gols e se tornou o artilheiro do Heerenveen.

### APOEL
Ghoochannejhad assinou pelo APOEL, clube da Primeira Divisão do Chipre, em 23 de julho de 2018, com um contrato de dois anos. Jogou lá por metade de uma temporada e marcou dois gols também.

#### Sydney FC (empréstimo)
Ghoochannejhad assinou pelo Sydney FC por seis meses em 31 de janeiro de 2019. Ele fez sua estréia em 8 de fevereiro contra o Brisbane Roar e se tornou o primeiro iraniano na A-League. Ele marcou seu primeiro gol pelo clube em 1 de março contra o Adelaide United.
Mais tarde, ele marcou o pênalti vencedor na Grande Final da Liga A de 2019 e se tornou o primeiro iraniano a conquistar o título na Liga Australiana.

## Títulos
Heerenveen
- Copa dos Países Baixos: 2008–09

APOEL
- Campeonato do Chipre: 2018–19

Sydney FC
- Campeonato Australiano: 2018–19